# یاروسلاو هاشک

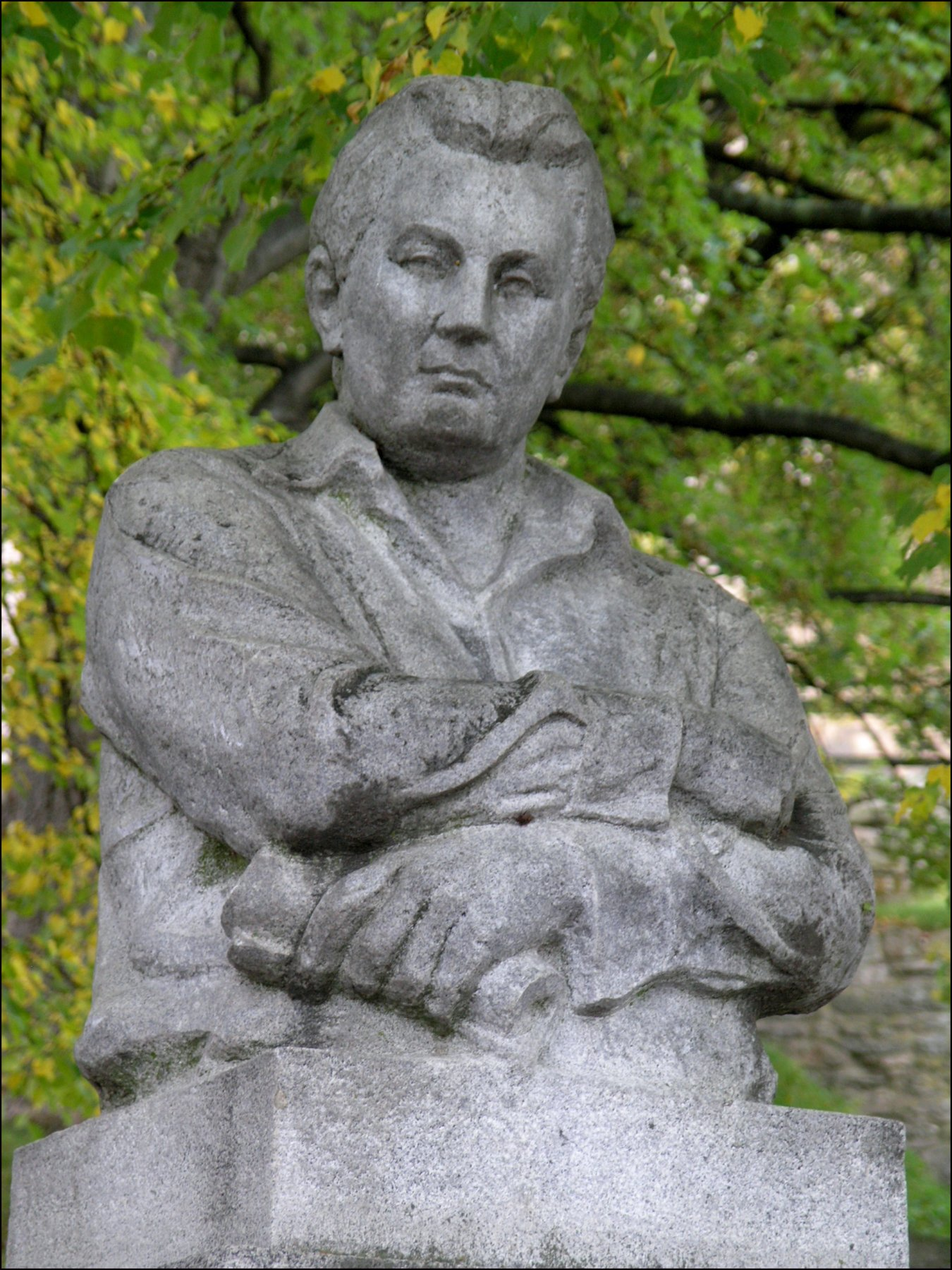
بنای یادبود یاروسلاو هاشک در Lipnice nad Sázavou

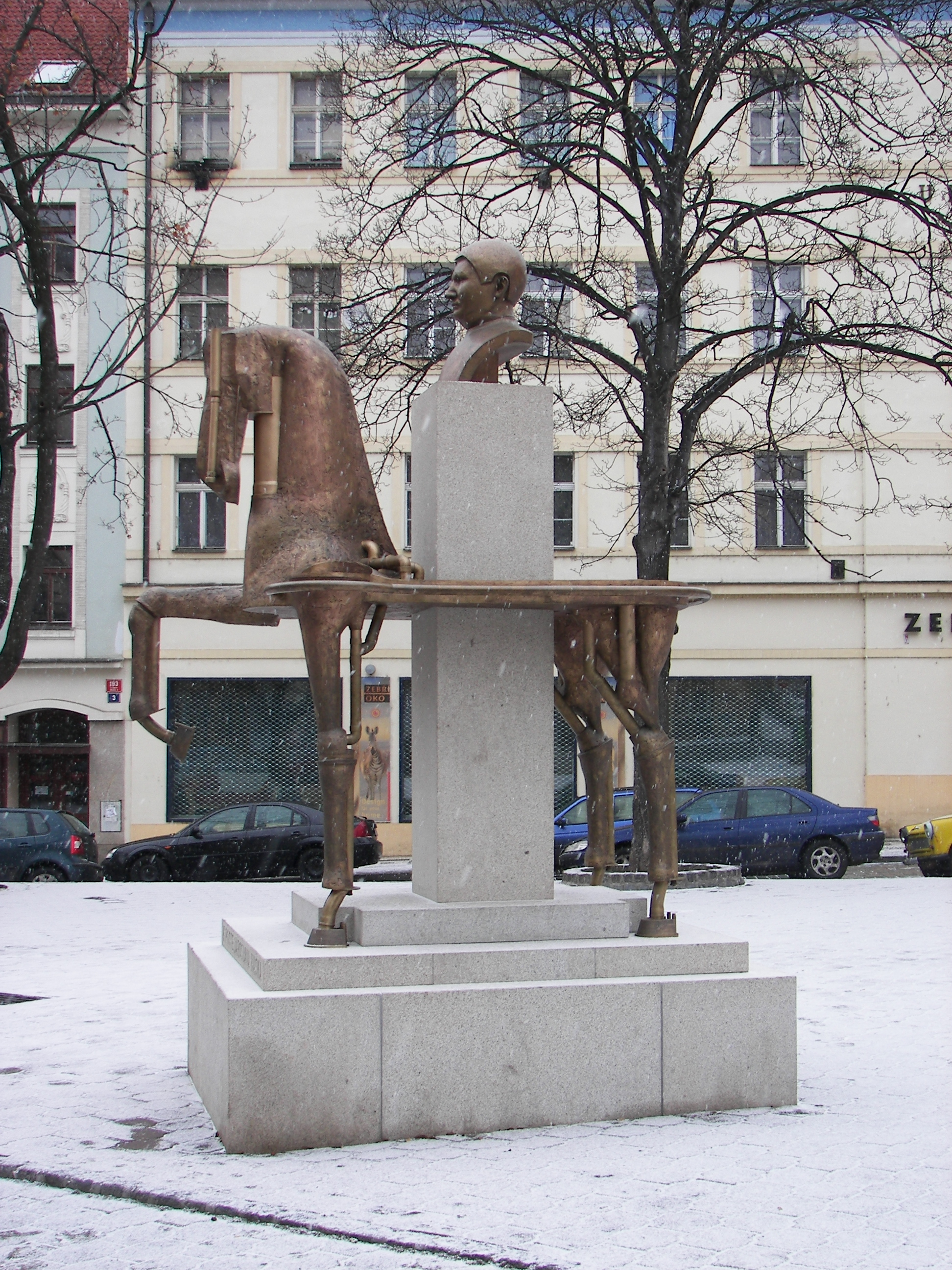
مجسمه یاروسلاو هاشک در ژیژکوف، در نزدیکی میخانه‌ها که برخی از آثار خود را نوشت

یاروسلاو هاشک (به چکی: Jaroslav Hašek) زاده ۳۰ آوریل ۱۸۸۳ – درگذشته ۳ ژانویه ۱۹۲۳ نویسنده و طنزپرداز چک بود که بیشتر به خاطر رمان سرباز خوب شوایک معروف است.

## زندگی
هاشک در ۳۰ آوریل ۱۸۸۳ در پراگ متولد شد. پدر هاشک آموزگار بود و پس از مرگ وی در سیزده‌سالگی با خانواده‌اش در فقر گذران زندگی می‌کرد. هاشک به سختی می‌توانست در مقابل وسوسه‌اش به گشت و گذار مقاومت کند و کارل چاپک در مورد او می‌نویسد: «هاشک آدمی بود که دنیا را دیده‌بود، دیگران فقط راجع به آن می‌نویسند.» سرزمین چک در آن هنگام تحت سلطهٔ امپراتوری اتریش بود و دشمنی چک‌ها با آلمانی‌ها و اتریشی‌های مقیم پایتخت به درگیری مستقیم رسیده بود. همین مبارزه مضمون بسیاری از آثار هاشک و معاصران او را تشکیل می‌دهد.
نخستین نوشته‌های هاشک در سالهای آغازین قرن بیستم در مطبوعات چک پدیدار شد و عمدتاً خاطرات سفرهایش به اسلواکی و کشورهای دیگر و نیز نوشته‌های فکاهی دربارهٔ مسائل روز را شامل می‌شد. در سالهای بعد مقالات و داستان‌هایش جنبهٔ انتقادی و مبارزاتی بیشتری یافت. با شروع جنگ جهانی اول، هاشک به ارتش اتریش فرا خوانده شد، ولی خیلی زود خود را تسلیم نیروهای روس کرد و به واحد نظامی چکسلواکی که در روسیه تشکیل شده بود پیوست. در همان زمان با بسیاری از روزنامه‌های روس در جبهه با بلشویکها به همکاری پرداخت. هاشک در سال ۱۹۲۰ به میهنش بازگشت و به نوشتن شاهکار خود، رمان سرباز خوب شوایک پرداخت و تا زمان مرگش در ۱۹۲۳ مشغول همین کار بود. این اثر که ترجمه‌های مختلفی هم از آن به زبان فارسی وجود دارد، برای او شهرت جهانی به ارمغان آورد و فیلم‌ها و نمایشنامه‌های پرشماری از روی آن ساخته شد.